# Lech Olejnik (muzyk)
Lech Olejnik (ur. 25 lipca 1952 w Wągrowcu, zm. 18 lutego 2018 w Szczecinie) – polski artysta muzyk, fagocista, pedagog muzyczny związany ze Szczecinem.

## Działalność  artystyczna
Lech Olejnik ukończył w roku 1976 Państwową Wyższą Szkołę Muzyczną w Gdańsku (obecnie  Akademia Muzyczna im. Stanisława Moniuszki w Gdańsku) w klasie fagotu. Swoją działalność artystyczną i pedagogiczną  związał ze Szczecinem. W 1976 roku rozpoczął pracę w Filharmonii im. Mieczysława Karłowicza w Szczecinie, w której był fagocistą do 2008 roku. Z filharmonią koncertował w wielu krajach w Europie. Kilkakrotnie wystąpił z orkiestrą Filharmonii Szczecińskiej w roli solisty. Jako instrumentalista współpracował z wieloma dyrygentami m.in. Stefanem Marczykiem, Walerianem Pawłowskim, Józefem Wiłkomirskim, Janem Szyrockim. Jako kameralista występował z wieloma muzykami ze środowiska muzycznego Szczecina, grał również w Kwartecie Współczesnym, Kwartecie Dętym, Camerata Nova oraz w zespole Divertimento (w składzie: Lech Olejnik fagot, Tadeusz Wesołowski (1932–2005) flet, Franciszek Gajb (1937–2006) fortepian, Rajmund Brążkiewicz (1932–2020) obój, Piotr Piechocki (1963) klarnet).

## Działalność  pedagogiczna
Jako pedagog muzyczny nauczał gry na fagocie we wszystkich szczecińskich szkołach muzycznych na poziomie podstawowym i średnim, związany był również  ze szczecińską filią Akademii Muzycznej  im. Ignacego Jana Paderewskiego w Poznaniu jako starszy wykładowca. Jako nauczyciel klasy fagotu pracował w Państwowej Szkole I st. im. Tadeusza Szeligowskiego oraz w Zespole Szkół Muzycznych im. Feliksa Nowowiejskiego od roku 1981, w latach 1997–2005 był kierownikiem sekcji instrumentów dętych i perkusyjnych, przez kilka lat prowadził również szkolny big band.